# 独山子石油工人俱乐部
独山子石油工人俱乐部（維吾爾語：نېفىت ئىشچىلار كۇلۇبى‎）是位于中华人民共和国新疆维吾尔自治区克拉玛依市独山子区的俱乐部，现为新疆维吾尔自治区文物保护单位。
独山子石油工人俱乐部主体建筑为三层砖木结构建筑，于1955年底建成，次年投入使用，现为独山子展览（博物）馆場地。

## 建设使用
独山子石油工人俱乐部于1954年开始兴建，主体建筑由苏联专家参考苏联的少年宫设计。1955年底独山子石油工人俱乐部主体建筑竣工，次年1月投入使用。建成之初，主体建筑内有剧场、舞厅、展览厅、阅览室等设施。俱乐部东北侧有露天影院，南侧有篮球场。当时，俱乐部多作为美术、书法、摄影等学习班的组织地，也是独山子石油职工进行绘画、作诗、奏乐、跳舞、观影等活动的场所。除此之外，独山子石油工人俱乐部也是党代会、人代会等会议、庆功会等庆典的主办场所。独山子有线广播站于1956年迁入独山子石油工人俱乐部，直至1992年独山子有限电视台的成立。文化大革命期间，在独山子石油工人俱乐部演出的歌舞剧、话剧以样板戏居多。1972年，独山子石油工人俱乐部大修，新增座位、冷风设备等，新开太平门等。文革期间，独山子石油工人俱乐部又在建筑东侧台阶处新增一处舞台。

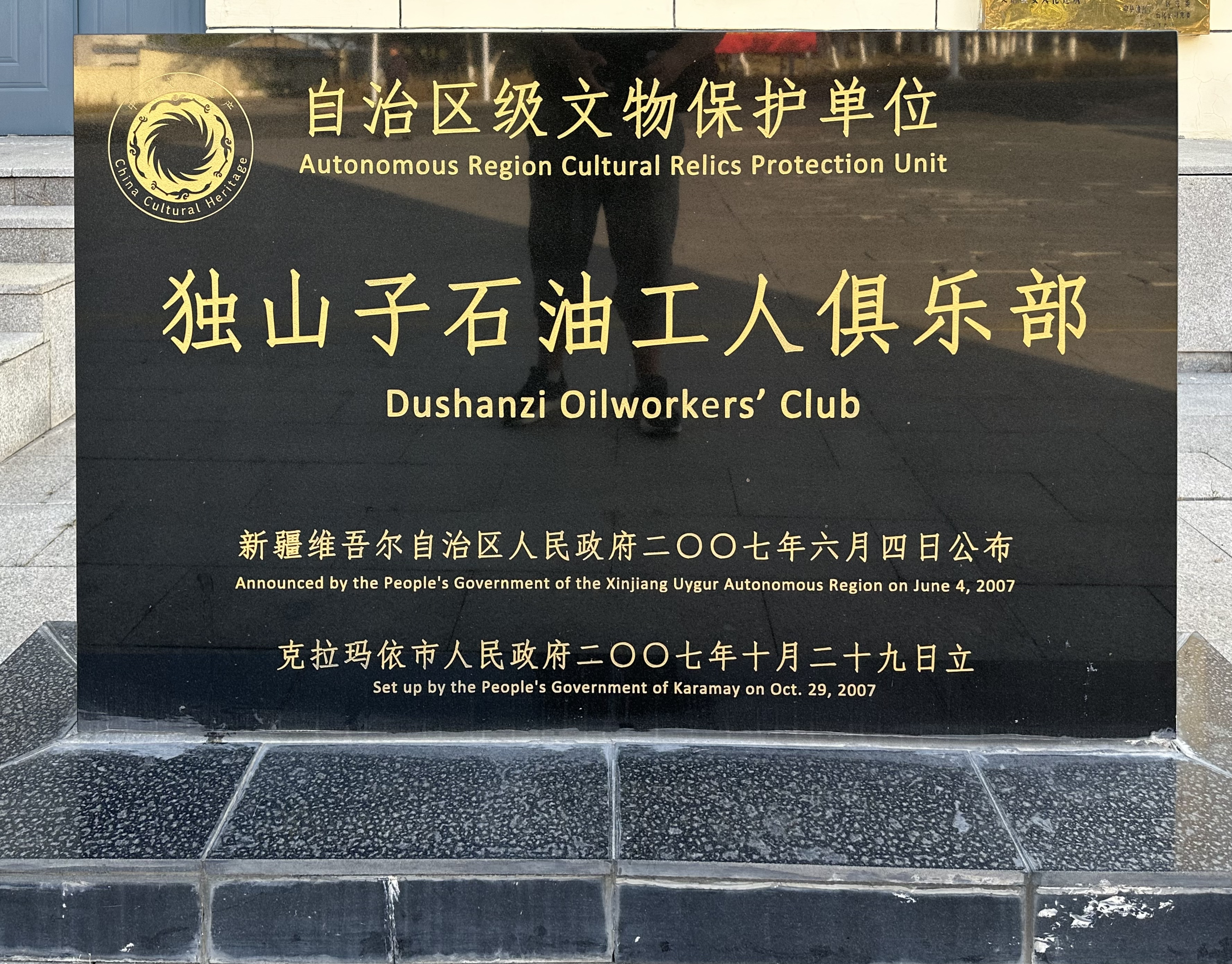
独山子石油工人俱乐部是新疆维吾尔自治区文物保护单位

1980年代，独山子石油工人俱乐部是职工业余演出队创排以政治、生产形势、先进人物为主题的节目的地方。节目形式除了舞蹈、独唱、话剧外，还包括小品、现代舞、健美操等。1980年代，独山子石油工人俱乐部进行过两次加固、抗震维修。其中1989年的加固工程将会议室与剧场连接，新增座位。1992年，因独山子建成电影院，独山子石油工人俱乐部不再放映电影，转而成为独山子石化总厂的退休管理站及独山子热电厂的职工健身中心。2007年6月，新疆维吾尔自治区人民政府公布第六批新疆维吾尔自治区文物保护单位，独山子石油工人俱乐部位列其中。
2010年到2011年，独山子石油工人俱乐部对屋面防水、防火、消防等进行改造。2013年，独山子石化公司、独山子区人民政府决定将独山子石油工人俱乐部改建为独山子展览（博物）馆。2016年，独山子展览（博物）馆投入使用。2018年，独山子石油工人俱乐部作为项目“独山子油矿、克拉玛依油田”的主要遗存之一，入选首批中国工业遗产保护名录。2020年，中华人民共和国工业和信息化部公布第四批国家工业遗产，独山子石油工人俱乐部作为独山子炼油厂的核心物项之一位列其中。2023年，独山子区住房和建设局公布《独山子城区历史文化街区》，独山子石油工人俱乐部为重点保护对象之一。

## 位置形制
独山子石油工人俱乐部位于中华人民共和国新疆维吾尔自治区克拉玛依市独山子区喀什路，东侧有休闲广场，南侧为公共汽车站。
独山子石油工人俱乐部主体建筑为砖木结构为主的建筑，其建筑基础为加固后的修筑的混泥土条形结构。建筑长47米有余，宽53米，高约18米，占地面积2500平方米。建筑地上三层，地下一层，建筑面积4300平方米。独山子石油工人俱乐部外墙米黄色，西侧大门有4根直径1.1米的罗马柱，两侧为后期增设的楼梯，通办公室。俱乐部的标志位于建筑西侧正上方，标志以麦穗、红宝书、飘扬的旗帜组成。两侧有汉语、维吾尔语双语“石油工人俱乐部”“نېفىت ئىشچىلار كۇلۇبى”的红色字。建筑东侧入口有4根边长近1米的方柱。
建筑内部原存剧场、阅览室、健身房、中苏友好室等设施，现作为独山子展览（博物）馆的展厅使用。